# Reverzní osmóza
Reverzní osmóza je proces, který dovoluje transport rozpouštědla membránou, zatímco rozpuštěné soli a nízkomolekulární složky zachycuje. Proces je založen na aplikaci vnějšího tlaku ze strany koncentrovanějšího roztoku, což způsobí obrácení přirozeného jevu osmózy.
Membrána musí být propustná pro rozpouštědlo, nikoliv však pro rozpuštěné látky. Osmotický tlak systému odpovídá ustálenému rozdílu hladin na obou stranách membrány. Pokud bude tlak na straně rozpuštěné látky větší než tlak osmotický, dojde k obrácení osmotického jevu a membránou budou určité složky rozpouštědla procházet a určité se budou zakoncentrovávat před ní. Dojde k rozdělení vstupního proudu na permeát a retentát (koncentrát).
Nejdůležitějším prvkem každé reverzní osmózy je osmotická membrána s velikostí pórů jen 0, 0001 mikronu. To znamená, že látky, které jsou větší, jsou zachyceny a přes membránu neproniknou. Reverzní osmóza se využívá například při odsolování mořské vody nebo výrobě ultračisté vody pro technické účely. Aby bylo dosaženo ekonomicky výhodného provozu, pracuje se běžně při tlacích 5–8 MPa.[zdroj⁠?!] Reverzní osmóza je též využívána v akvaristice k úpravě vody pro některé druhy ryb.[zdroj⁠?!]
Další oblasti, kde se reverzní osmóza používá, je výroba javorového sirupu a výroba březového sirupu.[zdroj⁠?!]